# Viktor Juščenko
Viktor Andrijovyč Juščenko (in ucraino Віктор Андрійович Ющенко?, in traslitterazione anglosassone Viktor Yushchenko; Choruživka, 23 febbraio 1954) è un politico ucraino, presidente dell'Ucraina dal 2005 al 2010.
In qualità di uno dei leader informali della coalizione di opposizione ucraina, fu uno dei due principali candidati alle elezioni presidenziali del 2004. Juščenko vinse le elezioni dopo che furono ripetute, battendo Viktor Janukovyč, il candidato sostenuto dal governo. La Corte Suprema Ucraina stabilì la ripetizione delle elezioni a causa dei ripetuti brogli in favore di Janukovyč al secondo turno. Juščenko, in occasione del nuovo svolgimento delle elezioni, vinse con il 52% dei voti contro il 44% del suo avversario; le proteste pubbliche svoltesi a causa dei brogli giocarono un importante ruolo nella sua elezione presidenziale e portarono alla rivoluzione arancione.

## Biografia
Viktor Juščenko nacque il 23 febbraio 1954 a Choruživka, nell'oblast' di Sumy in Ucraina, da una famiglia di insegnanti. Il padre, Andrij Andrijovyč Juščenko (1919–1992), combatté durante la seconda guerra mondiale, dove le forze tedesche lo catturarono e lo rinchiusero in diversi campi di concentramento in Polonia e Germania, tra cui ad Auschwitz, come prigioniero di guerra. Sopravvisse allo sterminio e, dopo essere tornato a casa, insegnò inglese nelle scuole locali. La madre di Viktor, Varvara Tymofijovna Juščenko (1918–2005), insegnò fisica e matematica nella stessa scuola.
Juščenko si è laureato presso l'Istituto di finanza ed economia di Ternopil' nel 1975. Ha iniziato a lavorare come vice capo contabile in un kolkhoz. Dal 1975 al 1976 ha prestato servizio come coscritto nel distretto militare transcaucasico al confine sovietico-turco.

### Banca Centrale
Juščenko iniziò la carriera nel sistema bancario alla fine del 1976. Nel 1983 divenne Vice Direttore per il Credito Agrario presso l'Ufficio della Repubblica Ucraina della Banca di Stato dell'URSS. Dal 1990 al 1993 funse da primo vice presidente della Banca dell'Agricoltura JSC Ukraina. Nel 1993 Juščenko fu nominato Presidente della Banca Nazionale dell'Ucraina (la banca centrale ucraina). Nel 1997, il Parlamento dell'Ucraina lo rinominò capo della banca.
Nel suo ruolo da banchiere, Juščenko giocò un importante ruolo nella creazione della valuta nazionale dell'Ucraina, la grivnia, e nell'istituzione di un sistema moderno di regolazione del sistema bancario commerciale. Riuscì anche a superare l'ondata debilitante dell'iperinflazione che colpì la nazione – fu in grado di abbassarla dal 10 000% a meno del 10% – e riuscì a difendere il valore della valuta a seguito della crisi finanziaria russa del 1998.
Nel 1998, scrisse una tesi intitolata «Lo sviluppo dell'offerta e della domanda di denaro in Ucraina» e la discusse presso l'Accademia Economica Ucraina. Ciò gli valse il dottorato in economia.

## Carriera politica

### Primo ministro
Nel dicembre 1999, il presidente Leonid Kučma nominò a sorpresa Juščenko alla carica di Primo ministro, dopo che il Parlamento non riuscì a ratificare, per un voto, il precedente candidato Valerij Pustovojtenko.
Durante il premierato di Juščenko l'economia ucraina non migliorò: la crescita del PIL fu molto migliore dopo il suo governo, e il bilancio commerciale andò male. il suo governo, e in particolare il vice Primo Ministro Julija Tymošenko, si trovarono subito in conflitto con gli influenti capi delle industrie del carbone e del gas naturale. Ci fu poi un voto di sfiducia nel 2001 da parte della Verchovna Rada, orchestrato dal Partito Comunista dell'Ucraina, che si era opposto alle politiche economiche di Juščenko, ma anche dai gruppi centristi associati con i potenti oligarchi nazionali. Il voto passò con 263 contro 69 e Juščenko dovette pertanto lasciare la carica di Primo Ministro.
Molti ucraini videro la caduta di Juščenko con disappunto, e raccolsero quattro milioni di firme per una petizione in suo sostegno e contro il voto parlamentare. I sostenitori organizzarono anche una manifestazione a Kiev, la capitale dell'Ucraina. Juščenko tenne un discorso davanti alla folla, promettendo che sarebbe ritornato.

### Ucraina Nostra
Nel 2002 Juščenko divenne capo della coalizione politica Ucraina Nostra (Naša Ukraïna), che ricevette un gran numero di seggi alle elezioni della Verchovna Rada. Tuttavia, il numero di seggi non era sufficiente a formare una maggioranza, e gli sforzi di formare un governo con gli altri partiti di opposizione fallì. Da allora, Juščenko è il leader e il volto di Ucraina Nostra.

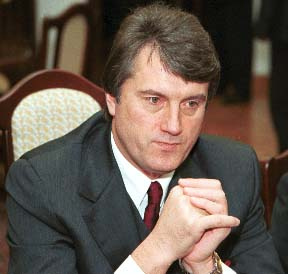
Juščenko nel 2000

Juščenko è stato considerato come leader moderato dell'opposizione anti-Kučma, in quanto gli altri partiti di opposizione erano troppo poco influenti e avevano pochi seggi in Parlamento.
Dalla fine del suo mandato da Primo Ministro, Juščenko è divenuto una figura politica carismatica tra gli ucraini delle regioni occidentali e centrali della nazione. Dal 2001 al 2004, il suo tasso di popolarità è stato maggiore di quello del Presidente dell'epoca, Leonid Kučma.
Come politico, Viktor Juščenko è visto come coacervo di sentimenti filo-occidentali e nazionalismo moderato. Cerca di portare l'Ucraina in direzione dell'Europa e della NATO, promuovendo le riforme di libero mercato, riformando la sanità, l'istruzione e il sistema sociale, preservando la cultura ucraina, ricostruendo importanti monumenti storici e ricordando la storia ucraina, tra cui il genocidio di Holodomor del 1932-33. I suoi oppositori (e alleati) talvolta lo criticano per l'indecisione e la segretezza; è anche accusato di non essere in grado di formare una squadra di governo senza scontri al suo interno.

### Elezioni presidenziali del 2004
Nel 2004, al termine del mandato del Presidente Leonid Kučma, Juščenko annunciò che sarebbe stato candidato alla presidenza come indipendente; il suo principale rivale era l'allora Primo ministro Viktor Janukovyč. Sin dal proprio mandato da premier, Juščenko aveva leggermente modernizzato la propria base politica, aggiungendo slogan sociali e liberali ad altre idee di integrazione europea, tra cui l'adesione dell'Ucraina alla NATO e la lotta alla corruzione politica. I sostenitori di Juščenko si organizzarono nella coalizione elettorale "Syla Narodu" ("Potere al Popolo"), guidata dal candidato presidente, con Ucraina Nostra come principale forza costituente.
Juščenko fondò la propria campagna elettorale nella comunicazione diretta con gli elettori, dato che il governo impediva ai principali canali televisivi di garantire uguali opportunità ai candidati. Nel frattempo, il principale rivale, Janukovyč, appariva frequentemente in televisione e addirittura accusava Juščenko, il cui padre era stato un soldato dell'Armata Rossa imprigionato nel campo di concentramento di Auschwitz, di essere nazista.

### I tre turni di voto
Il voto iniziale, tenutosi il 31 ottobre 2004, vide Juščenko ottenere il 39,87% dei voti contro il 39,32% di Viktor Janukovyč. Dato che nessun candidato raggiunse la soglia del 50% prevista per la nomina immediata, si tenne il secondo turno elettorale il 21 novembre 2004, a cui accedettero i candidati che avevano raggiunto le prime due posizioni al primo turno: Juščenko e Janukovyč. L'affluenza a questo secondo turno raggiunse il 75% dei votanti, ma furono riportati casi di irregolarità e abusi, come voti multipli e voti extra assegnati a Janukovyč dopo la chiusura delle urne. Gli exit poll misero Juščenko in vantaggio nelle regioni occidentali e centrali della nazione.

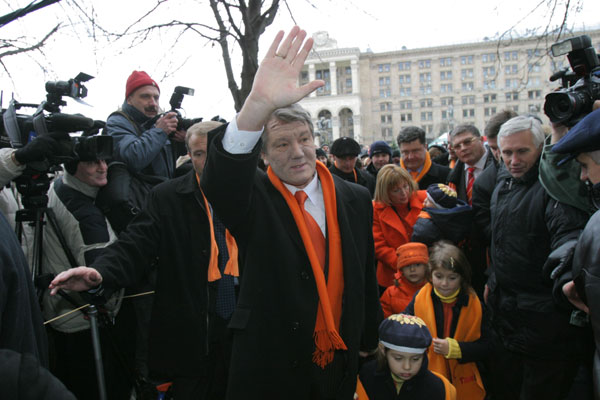
Juščenko durante una manifestazione a Kiev della rivoluzione arancione contro la frode elettorale (novembre 2004)

La supposta frode elettorale, combinata col fatto che gli exit poll davano un margine di vittoria consistente per Juščenko (in alcuni casi l'11%), numero che si rivelò molto diverso dal risultato definitivo (una vittoria del 3% per Janukovyč), spinsero Juščenko e i suoi sostenitori a non accettare i risultati ufficiali.
Dopo tredici giorni di proteste popolari a Kiev e in altre città ucraine (anche in Europa), che divennero conosciute con il nome di rivoluzione arancione, i risultati delle elezioni furono annullati dalla Corte Suprema, e il 26 dicembre si tenne la ripetizione del secondo turno elettorale. Juščenko proclamò la vittoria dell'opposizione e dichiarò la sua certezza che sarebbe stato eletto con almeno il 60% dei voti. Egli effettivamente vinse il terzo turno con il 52% dei voti.

### Avvelenamento alla diossina

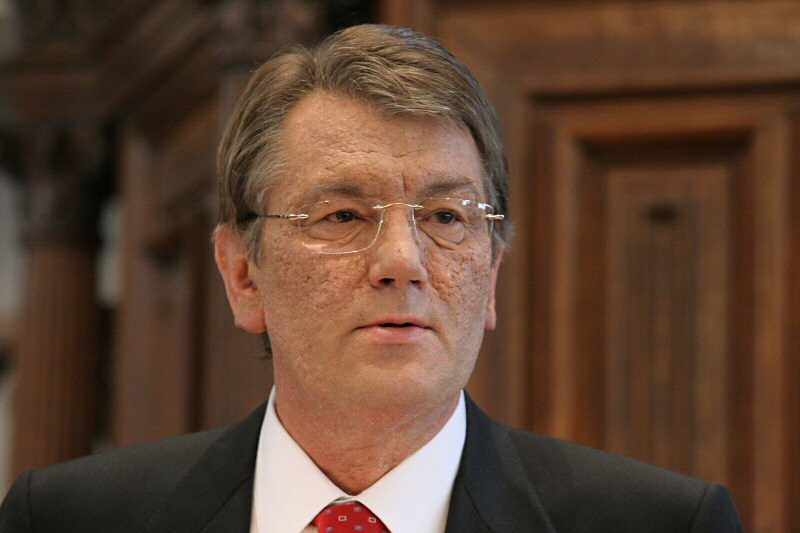
Juščenko all'Università di Amsterdam con gli effetti sul volto del cloracne dovuto all'avvelenamento da diossina (2006)

Nel corso del 2004, Juščenko cominciò a soffrire di una misteriosa patologia, il suo volto divenne gonfio e segnato da una pesante eruzione cutanea con eritema ed eczema molto evidenti, che gli lasciò cicatrici permanenti. Il tossicologo britannico John Henry dell'St Mary's Hospital di Londra dichiarò che i cambiamenti nel volto di Juščenko erano stati causati da cloracne, risultato di avvelenamento per diossina. Il tossicologo olandese Bram Brouwer trovò tracce di diossina nel sangue di Juščenko in quantità 6.000 volte superiori alla normalità e stabilì anche lui che i cambiamenti nel suo aspetto erano stati causati da cloracne. In particolare questo fenomeno cutaneo è causato solitamente dall'esposizione prolungata, sia a contatto che per inalazione o ingestione, ad alcuni composti alogenati ed in particolare diossine come la 2,3,7,8-tetraclorodibenzo-p-diossina (TCDD).
Secondo la testimonianza diretta di Juščenko l'avvelenamento si sarebbe verificato per ingestione, durante una cena con i servizi di sicurezza ucraini, in relazione all'ultima portata, servita quella sera - a differenza delle altre - in monoporzioni. Dopo l'identificazione del particolare tipo di diossina impiegato, lo staff di Juščenko inviò una richiesta rispettivamente ai quattro laboratori al mondo in grado di produrlo, sull'effettiva provenienza della diossina utilizzata per il suo avvelenamento; dei riscontri pervennero da tutti i laboratori, tranne che da quello moscovita. Dopo pochi giorni dall'avvelenamento qualcuno dei componenti dei servizi di sicurezza presenti quella sera con il presidente Juščenko avrebbe lasciato l'Ucraina, per recarsi a vivere stabilmente in Russia.
Dal 2005, Juščenko si sottopone a cure effettuate da un team di dottori diretti dal Professore Jean Saurat all'Università dell'Ospedale di Ginevra. Saurat ha recentemente pubblicato dei rapporti accademici riguardanti il metabolismo della diossina nel corpo umano.
Nel giugno 2008, Davyd Žvanija, ex alleato politico di Juščenko ed ex ministro del governo di Julija Tymošenko, sostenne in un'intervista concessa alla BBC che Juščenko non era stato avvelenato nel 2004, ma che soffriva di pancreatite acuta in seguito a un semplice avvelenamento accidentale da cibo, e che quindi i test di laboratorio erano stati falsificati, senza però presentare alcuna prova a sostegno delle sue affermazioni. Lo stesso Juščenko accusò poi Davyd Žvanija, padrino di uno dei suoi figli, di essere coinvolto nel suo avvelenamento.

### Presidente dell'Ucraina

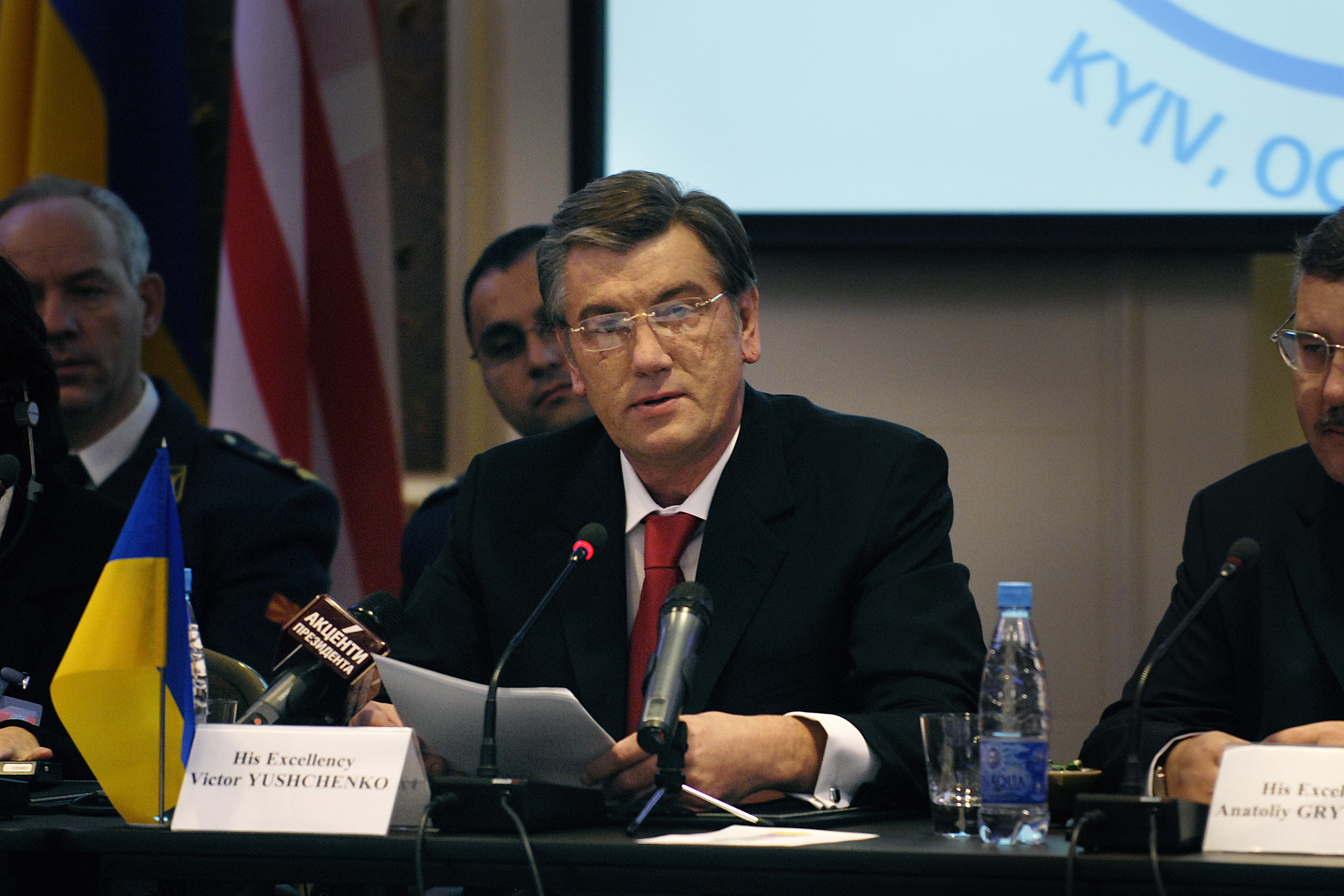
Viktor Juščenko (2007)

Il 23 gennaio 2005, alle 12, si svolse la cerimonia di investitura di Viktor Juščenko come Presidente dell'Ucraina. All'evento parteciparono diversi importanti politici stranieri.
I primi cento giorni del mandato di Juščenko, dal 23 gennaio al 1º maggio 2005, furono segnati da diversi licenziamenti e nomine a tutti i livelli dell'esecutivo. Julija Tymošenko divenne Primo ministro a seguito dell'approvazione della Verchovna Rada; 
Nel maggio 2005 l'Ucraina ha ospitato l'Eurovision Song Contest nella capitale Kiev. Alcuni hanno accusato Juščenko di aver tentato di ottenere capitale politico dall'evento, con la sua apparizione sul palco alla fine criticata come "poco dignitosa" da alcuni commentatori. Durante il 2005, Juščenko era di umore fiducioso, prendendo impegni su come risolvere il caso Gongadze fino alla rimozione della flotta russa del Mar Nero.
Nell'agosto 2005 Juščenko si unì al Presidente della Georgia Mikheil Saakašvili nella firma della Dichiarazione Borjomi, che prevedeva la creazione di un'istituzione di cooperazione internazionale, la Comunità di Scelta Democratica, per unire le democrazie (anche quelle incipienti) della regione intorno al Mar Baltico, Mar Nero e Mar Caspio. Il primo incontro dei presidenti e dei capi per discutere la CSD si tenne il 1º-2 dicembre 2005 a Kiev.
Secondo l'ex presidente del servizio di sicurezza dell'Ucraina Oleksandr Turčynov, Juščenko ha impedito nell'estate del 2005 un'indagine su presunte pratiche fraudolente nel trasporto di gas naturale turkmeno in Ucraina e l'arresto di Jurij Bojko per abuso d'ufficio mentre era a capo di Naftogaz.
L'8 settembre 2005, Juščenko ha dimissionato il suo governo, guidato da Julija Tymošenko, dopo le accuse di corruzione. Il 9 settembre, il primo ministro ad interim Jurij Jechanurov ha cercato di formare un nuovo governo. Il suo primo tentativo, il 20 settembre, fallì con 3 voti dei 226 necessari, ma il 22 settembre il parlamento ratificò il suo governo con 289 voti.
Sempre nel settembre 2005, l'ex presidente Leonid Kravčuk ha accusato il magnate russo in esilio Boris Berezovskij di finanziare la campagna elettorale presidenziale di Juščenko e ha fornito copie di documenti che mostrano trasferimenti di denaro da società che, secondo lui, erano controllate da Berezovskij a società controllate dai sostenitori ufficiali di Juščenko. Berezovskij ha confermato di aver incontrato i rappresentanti di Juščenko a Londra prima delle elezioni e che il denaro è stato trasferito dalle sue società, ma ha rifiutato di confermare o negare che il denaro sia stato utilizzato nella campagna di Juščenko. Il finanziamento delle campagne elettorali da parte di cittadini stranieri è illegale in Ucraina.
Nell'agosto 2006, Juščenko ha nominato il suo ex avversario nella corsa presidenziale, Viktor Janukovyč, come nuovo Primo Ministro. Questo è stato generalmente considerato come un'indicazione di un riavvicinamento con la Russia.
Alle elezioni parlamentari del 2006 il partito Ucraina Nostra, condotto dall'allora Primo Ministro Jurij Jechanurov, ricevette meno del 14% dei voti e si piazzò al terzo posto dopo il Partito delle Regioni e il Blocco Julija Tymošenko.

### Crisi del 2007
Il 2 aprile 2007 Juščenko ha firmato un ordine per sciogliere il parlamento e indire elezioni anticipate. Alcuni considerano illegale l'ordine di scioglimento perché nessuna delle condizioni stabilite dall'articolo 90 della Costituzione dell'Ucraina era stata soddisfatta. I detrattori di Juščenko hanno sostenuto che stava tentando di usurpare le funzioni della Corte costituzionale rivendicando violazioni costituzionali da parte del parlamento come pretesto per la sua azione. Il parlamento ha fatto appello alla stessa Corte costituzionale e ha promesso di attenersi alla sua sentenza.
Nel frattempo, il parlamento ha continuato a riunirsi e ha vietato il finanziamento di qualsiasi nuova elezione in attesa della decisione della Corte costituzionale. Si sono svolte proteste in competizione e la crisi si è intensificata. Nel maggio 2007, Juščenko ha licenziato illegalmente tre membri della Corte costituzionale ucraina, impedendo così alla Corte di pronunciarsi sulla costituzionalità del suo decreto di destituzione del parlamento ucraino.

### Crisi del 2008
Nel 2008, la popolarità di Juščenko è crollata a meno del 10%, anche a causa delle ripetute crisi politiche (del 2007 e del 2008).
La coalizione del Blocco Julija Tymošenko e di Blocco Ucraina Nostra - Autodifesa Popolare di Viktor Juščenko è stata minata a causa delle diverse opinioni riguardo alla guerra in Ossezia del Sud scoppiata nell'agosto 2008 tra Georgia e Russia. Julija Tymošenko non ha concordato con la condanna di Juščenko verso la Russia ed ha preferito restare neutrale sull'argomento. Juščenko l'ha pertanto accusata di assumere una posizione più morbida per ottenere il sostegno della Russia alle future elezioni presidenziali del 2010; Andrij Kyslynskij, vicepresidente, è arrivato quasi a definirla "traditrice".

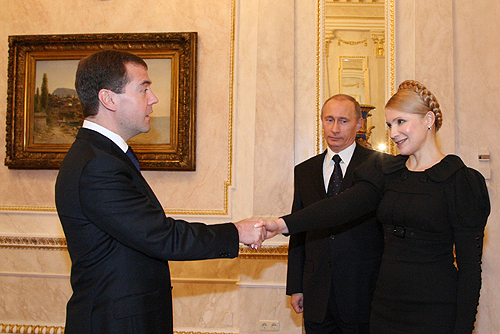
La premier Julija Tymošenko insieme all'allora Presidente della Russia Dmitrij Medvedev e al Primo ministro Vladimir Putin, durante un colloquio riguardo alla disputa russa-ucraina sul gas, 17 gennaio 2009

Secondo il Blocco Julija Tymošenko, il Capo Staff del Segretariato Presidenziale Viktor Baloha aveva sempre criticato il premier, accusandola di qualsiasi fatto, dal non essere sufficientemente religiosa al danneggiamento dell'economia fino alle accuse secondo le quali la Tymošenko stava progettando un assassinio ai suoi danni; l'accusa di tradimento verso la Georgia era quindi solo l'ultima delle ultime rivolte al premier.

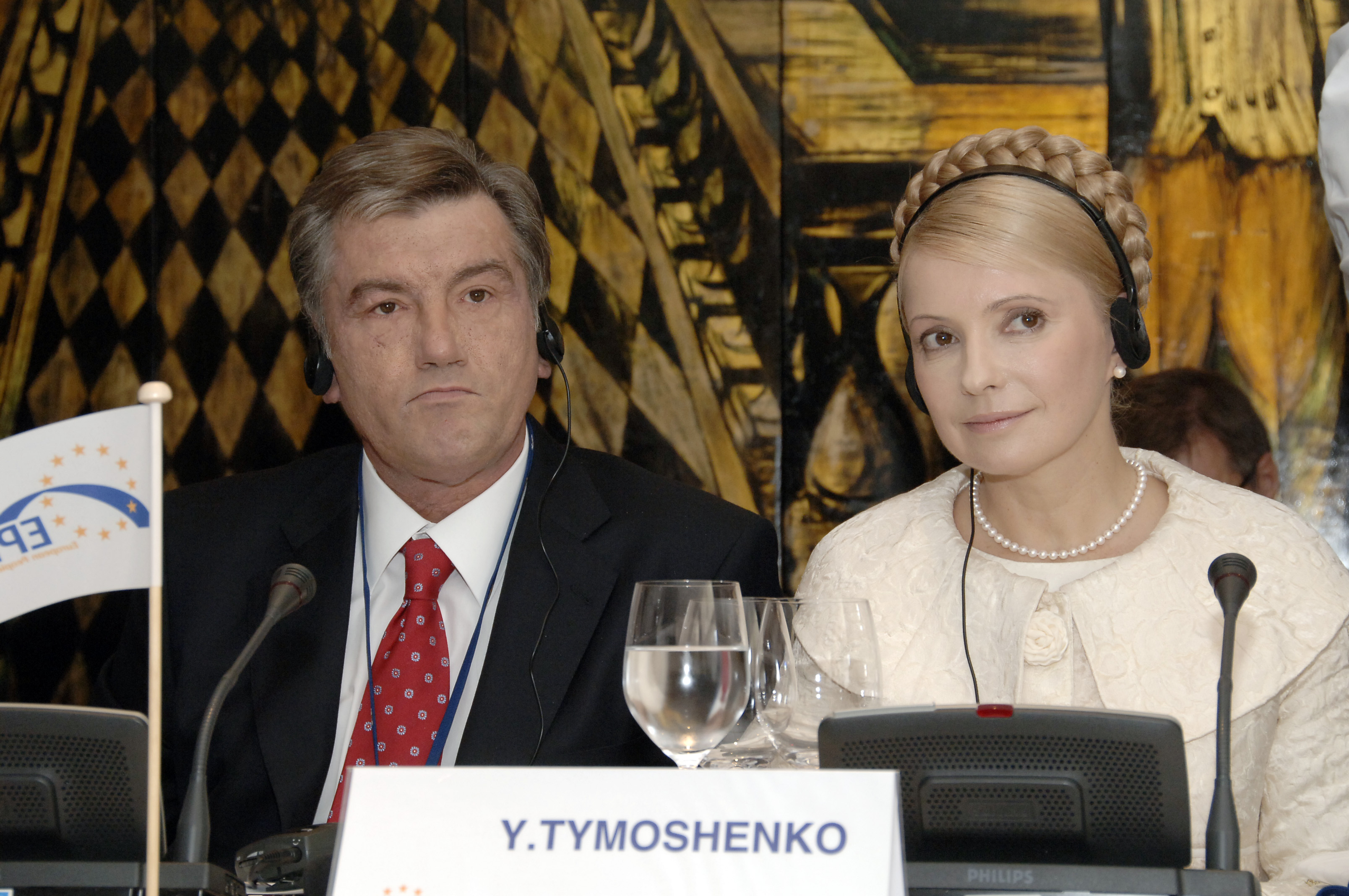
Juščenko e Julija Tymošenko rappresentano i loro partiti ("Ucraina Nostra" and "Patria") al summit del Partito Popolare Europeo a Lisbona, in Portogallo, 18 ottobre 2007

Dopo che il Blocco Julija Tymošenko ha votato insieme al Partito Comunista d'Ucraina e il Partito delle Regioni per approvare una legislazione atta a facilitare la procedura di messa in stato di accusa del Presidente e per limitare i poteri del Presidente, aumentando quelli del Primo Ministro, il blocco di Viktor Juščenko si è posto fuori dalla coalizione e Juščenko stesso ha promesso di porre il veto sulla legge ed ha minacciato un'elezione in caso di mancata formazione di un'altra nuova coalizione. Ciò ha portato alla crisi politica del 2008 culminata con lo scioglimento del Parlamento avvenuto l'8 ottobre 2008.
Mentre era in visita in Italia, Juščenko annunciò le terze elezioni in meno di tre anni in un discorso pre-registrato per la televisione ucraina. La crisi si è conclusa quando la coalizione arancione è stata riportata in vigore il 9 dicembre 2008, con l'inclusione del Blocco di Lytvyn; questo è avvenuto dopo che Volodymyr Lytvyn è stato eletto Presidente del Parlamento. Lo svolgimento delle elezioni è quindi stato definito, dal Presidente stesso, una soluzione irragionevole.
Il presidente Juščenko, nel gennaio 2010, insignisce, postumo, dell'onorificenza di Eroe dell'Ucraina il nazionalista Stepan Bandera.

### Elezioni presidenziali 2010
Il 17 gennaio, al primo turno delle elezioni presidenziali del 2010, Viktor Juščenko è stato sconfitto ricevendo solo 5,45% dei voti. È arrivato quinto dopo Viktor Janukovyč e Julija Tymošenko, che sono andati al ballottaggio il 7 febbraio 2010, con 1.341.539 preferenze secondo la Commissione elettorale ucraina.
“L'Ucraina è una democrazia europea”, ha dichiarato il presidente in una sorta di testamento politico all'uscita dal seggio. “È una nazione libera ed un popolo libero”. Questo, secondo il leader ucraino, è uno dei principali risultati ottenuti dalla rivoluzione arancione.
Nei giorni dopo il voto il presidente uscente ha osservato che “l'Ucraina non ha una scelta decente” per il suo successore. “Ambedue i candidati sono lontani dai valori nazionali, europei e democratici. Non vedo differenze tra loro”.

## Vita privata

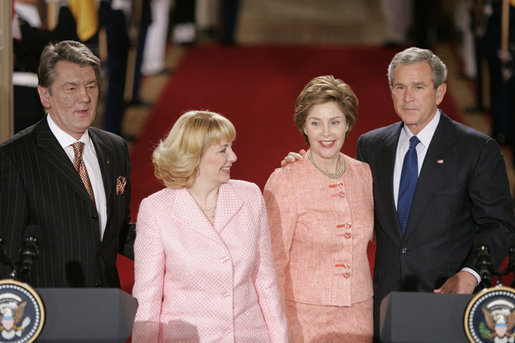
Viktor Juščenko con sua moglie Kateryna, George W. Bush e Laura Bush in un incontro del 2005 alla Casa Bianca

Juščenko è sposato con Kateryna Čumačenko, nata e cresciuta negli Stati Uniti dove si è laureata per poi lavorare al Dipartimento di Stato, poi alla Casa Bianca durante l’amministrazione Reagan e al Tesoro durante l’amministrazione di George W. Bush; dopo che l’Ucraina divenne indipendente, diventò co-fondatrice e vice dell’Ucraina-USA Foundation.